# Viquipèdia en xinès
|  | «Wéijī» redirigeix aquí. Vegeu-ne altres significats a «Weiji». |

Viquipèdia en xinès (中文維基百科/中文维基百科) és l'edició en idioma xinès de Viquipèdia. Iniciada l'octubre de 2002, en aquell moment tenia 201.025 articles, essent la 12a viquipèdia per nombre d'articles.

## Nom
El nom de la versió xinesa de viquipèdia (xinès tradicional: 維基百科, xinès simplificat: 维基百科, pinyin: wéijī bǎikē, literalment "enciclopèdia wiki") es va decidir el 21 d'octubre de 2003, després d'una votació. La transcripció al xinès del terme "wiki" consta de dos caràcters: wéi (t. 維, s. 维), el qual significat original com morfema xinès és el de "xarxa de pescar" o "fibra", utilitzat aquí en al·lusió a Internet; i jī (基), que significa "base" o "fonament". La segona part del nom, bǎikē (百科), és abreviatura de la paraula xinesa "enciclopèdia" bǎikē quánshū (t. 百科全書, s. 百科全书), que significa literalment "llibre complet de les cent (és a dir, múltiples) matèries".
A més de wéijī (t. 維基, s. 维基), s'han proposat altres transcripcions en caràcters xinesos per al concepte tecnològic de "wiki", tals com wéikè (t. 維客, s. 维客) o wéijì (t. 圍紀, s. 围纪). Els projectes de la fundació Wikimedia utilitzen sempre la primera forma, per la qual cosa en l'ús actual en xinès, el terme wéij sol associar-se a Wikimedia.
Wikipedia en xinès utilitza també un subtítol en xinès clàssic: Hǎi nà bǎi chuān, yǒu róng nǎi dà (t. 海納百川，有容乃大, s. 海纳百川，有容乃大), que significa "El mar rep cent rius, i tots els acull. Tal és la seva grandesa". Aquest símil entre el mar i la immensitat del coneixement humà utilitza també el numeral 100 com a sinònim de "nombrós" recurs molt habitual en xinès, i és la primera meitat d'un famós rodolí compost pel funcionari i poeta de la dinastia Qing Lin Zexu.

## Dates claus
- 12 de novembre de 2006: La Viquipèdia en xinès assoleix 100.000 articles.
- 21 de setembre de 2006: La Viquipèdia en xinès ateny 90.000 articles.